# Брандрет, Иеремия
Иеремия Брандрет (Джереми Брандрет, англ. Jeremiah Brandreth, 1785 — 7 ноября 1817) — безработный чулочный мастер, живший в Ноттингемшире, ставший предводителем Пинтричского восстания и обезглавленный за измену. Был известен как «Ноттингемский капитан» (The Nottingham Captain). Он и двое его сообщников были последними людьми, казнёнными через отсечение головы топором в Великобритании.

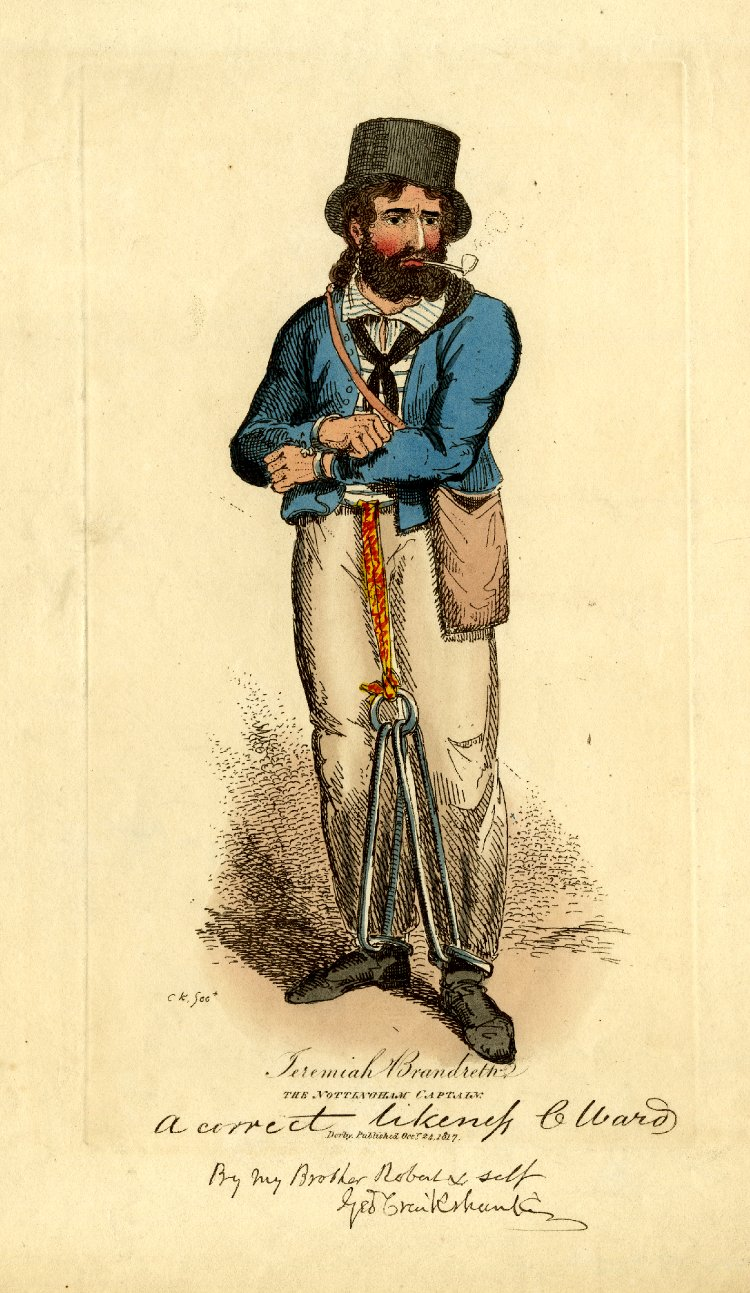
Брандрет на рисунке 1817 года

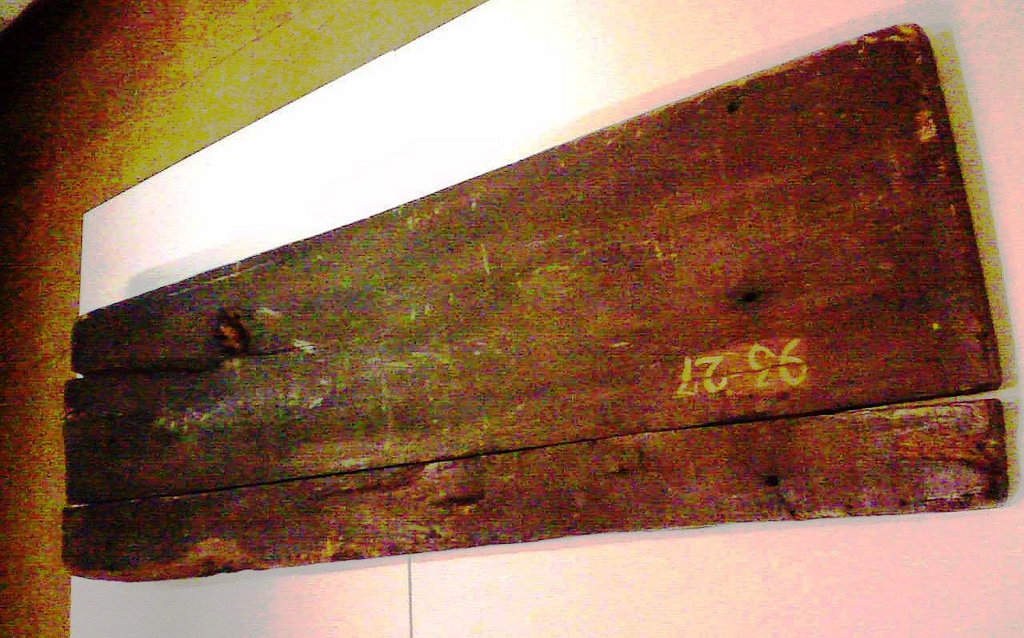
Доска, на которой проходило последнее обезглавливание (обезглавливаемый к тому моменту был мёртв). Из коллекции Музея и художественной галереи Дерби

## Биография
Иеремия родился в Уилфорде, в деревне, которая сейчас является частью Ноттингема, и переехал в Саттон-ин-Эшфилд, где у него была жена и трое детей. Считается, что Иеремия был вовлечён в деятельность луддитов в 1811 году.
Иеремия встретился с Уильямом Дж. Оливером (известным впоследствии как «Шпион Оливер», поскольку он оказался полицейским провокатором) в мае 1817 и договорился о сотрудничестве, в рамках которого было запланировано, что он присоединится к 50 тысячам мужчин в Лондоне для штурма Тауэра. Широко распространено мнение, что Брандрет был жертвой лорда Сидмаута, принявшего жёсткие меры против мятежников-луддитов . «Революция» началась 9 июня 1817 года. Брандрет провёл заключительное заседание в пабе в Пентридж или Пентриче, где он и его коллеги-заговорщики возглавили марш на Ноттингем, где «они получат 100 гиней, хлеб, мясо и пиво, затем они приведут нападение на казармы, свергнут правительство и наступит конец бедности — навсегда».
Брандрет отказался платить фунт и восемь пенсов за пиво, отметив, что вскоре это будет бесполезно.
Заговорщики встретили солдат в Гилтбруке, неподалёку от города Иствуд в Ноттингемшире.
Тридцать пять человек были привлечены к суду, и Брандрет, Уильям Тёрнер и Исаак Ладлам были приговорены к четвертованию, но приговор был изменён Георгом IV.
Брандрет был повешен и умер, после чего ему и двоим другим отрубили топором головы. Айвор Смаллен говорил, что толпа, которой показали голову Брандрета как предателя, не развеселилась, и кавалеристам, как утверждается, было приказано быть готовыми к залпу.
Доска, которая использовалась во время обезглавливания для удержания тел, хранится в Музее и художественной галерее Дерби.